# Soyuz-13 Rock
Der Soyus-13 Rock (russisch Скала Союз-13 Skala Sojus 13, deutsch ‚Sojus-13-Felsen‘) ist ein 1270 m hoher Nunatak in der antarktischen Ross Dependency. In den Cook Mountains ragt er 3 km südöstlich des Schoonmaker Ridge auf.
Sowjetische Wissenschaftler benannten ihn nach dem am 18. Dezember 1973 gestarteten Raumschiff Sojus 13. Das Advisory Committee on Antarctic Names übertrug die russische Benennung im Jahr 2000 ins Englische. 